# Kangaroo (roman)
Kangaroo is een roman geschreven door D.H. Lawrence in 1923, die zich afspeelt in Australië. Het verhaal volgt het bezoek van de Engelse schrijver Richard Lovat Somers en zijn Duitse vrouw Harriet aan New South Wales in het begin van de jaren 1920. Lawrence voltooide de roman in zeseneenhalve week tijdens zijn elf weken durende verblijf in de kustplaats Thirroul in 1922. De plot omvat onder andere ervaringen van de Somers tijdens de Eerste Wereldoorlog in St Ives in Cornwall, levendige beschrijvingen van het Australische landschap en Richards sceptische reflecties op randpolitiek in Sydney.
Het boek wordt beschreven als een sterk autobiografische roman, waarbij de hoofdpersonages, Richard en Harriet Somers, duidelijk geïnspireerd zijn op Lawrence zelf en zijn vrouw Frieda. Kangaroo weerspiegelt Lawrence's gedachten en indrukken tijdens zijn verblijf in Australië en wordt omschreven als een gedachtenavontuur. Het verkent thema's als autoriteit in huwelijk, samenleving en politiek, evenals de aantrekkingskracht en gevaren van democratie, fascisme en socialisme.
Wat betreft de ontvangst en geschiedenis van de tekst, Kangaroo heeft invloed gehad op de Australische historiografie. Historicus Andrew Moore beschouwt het, samen met Robert Darroch, als bewijs van een ontbrekende schakel in de 'geheime contrarevolutionaire organisaties' in New South Wales. De roman heeft ook de Jindyworobak-beweging geïnspireerd, een Australische nationalistische literaire groep uit de jaren dertig.
Daarnaast werd Kangaroo in 1987 aangepast tot een gelijknamige film met acteurs Colin Friels, Judy Davis en Hugh Keays-Byrne in de hoofdrollen. Het boek heeft ook artistieke inspiratie geboden, waarbij kunstenaars zoals Sidney Nolan en Gary Shead schilderijen hebben gemaakt op basis van het verhaal.